# 印西市立高花小学校
印西市立高花小学校（いんざいしりつ たかばなしょうがっこう）は、千葉県印西市高花2丁目にある公立小学校。

## 概要
本校は千葉ニュータウンの中心地にあり、1991年4月に千葉ニュータウン計画の15住区に新設された学校で、高花1丁目 - 6丁目までと学区選択区域から成り立っている。
かつて、この地域は山林原野であったが、千葉ニュータウン計画により、宅地造成が急ピッチで進められ、現在の住宅地区となっている。

## 沿革
- 1991年4月1日 - 印西市立原山小学校より分離。印西市立船穂小学校より通学区域を一部変更して印西町立高花小学校として開校する。学級数17学級、児童数566名、教職員数23名。初代校長に越川茂夫。
- 1992年2月8日 - 校歌・校章を制定し、記念発表会挙行。
- 1996年4月1日 - 市制施行に伴い、印西市立高花小学校と改称。

## 学区
印西市高花1丁目 - 6丁目の区域並びに草深の一部の区域。

## 進学
- 印西市立船穂中学校